# Gustav Weymer
Gustav Weymer (1833 – 1914) è stato un entomologo tedesco.

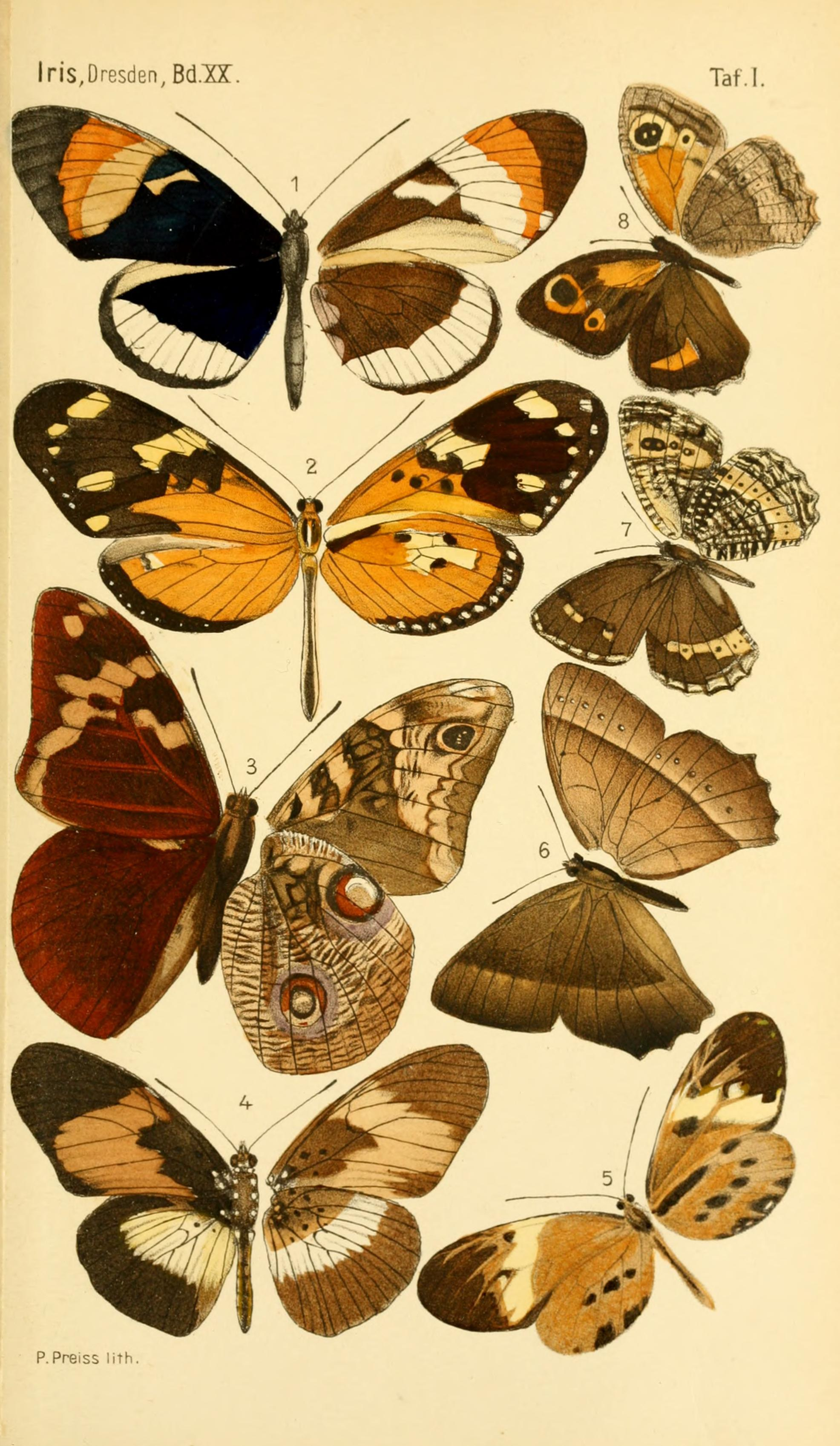
Exotische Lepidopteren 1907

Descrisse molti nuovi taxa di farfalle provenienti dagli esemplari raccolti da Alphons Stübel in Sud America.
Le sue collezioni e quelle che ha lavorato sono conservate nel Museum für Naturkunde di Berlino e nel Naturkundemuseum di Lipsia.

## Opere
- Weymer, G. 1878. Macrolepidopteren der Umgegend von Elberfeld. 53 p.
- Weymer, G. 1885. Exotische Lepidopteren III. Beitrag zur Lepidopteren Fauna von Nias. - Stettiner Entomologische Zeitung 46:257-285, pl.1-2
- Weymer, G. and Maassen P. J. 1890. Lepidopteren gesammelt auf einer Reise durch Colombia, Ecuador, Perú, Brasilien, Argentinien und Bolivien in den Jahren 1868-1877 von Alphons Stübel. Berlin, A. Asher & Co. [1], xi, 182 pp., 9 pls.
- Maassen & Weymer, G. W. 1869–1885. Beiträge zur Schmetterlingskunde. - — 1–5:1–10, pls 1–50
- Weymer, G. W. 1892. Exotische Lepidopteren VI. Aus dem Afrikanischen Faunagebiet. - Stettiner Entomologische Zeitung 53(4–5):79–125.
- Weymer, G. 1893. Revision der ersten Gruppe der Gattung Heliconius. - Deutsche entomologische Zeitschrift, Iris 06: 281 — 345, pl. 4-5
- Weymer, G. W. 1896. Einige afrikanische Heteroceren. - Berliner entomologische Zeitschrift 41(2):79–90.
- Weymer, G. 1902. Zwei neue Tagfalter aus Neuguinea. - Entomologische Zeitschrift 16 (2):5-6
- Weymer, G. W. 1907. Exotische Lepideptoren - Deutsche Entomologische Zeitschrift, Iris 21:1-54, pl.1-2
- Weymer, G. 1908, Kurze Notizen über die Lepidopterenfauna der Hildener Heide. – Ber. über d. Vers. Botan. und Zoolog. Ver. f. Rheinl.-Westf., S. 34-37, Bonn.
- Weymer, G. W. 1909. Exotische Lepidopteren. - Deutsche entomologische Zeitschrift, Iris 22:1-35.
- Weymer, G. 1912. 4 Familie: Satyridae. In Seitz, A.(ed.): Die Gross-Schmetterlinge der Erde,2, Exotische Fauna, 5, Stuttgart, A Kernen